# 塔利斯卡
安德松·索萨·孔塞桑（葡萄牙語：Anderson Souza Conceição，1994年2月1日—），通常称为塔利斯卡（Talisca），巴西足球运动员，现效力于土超球隊費倫巴治。

## 俱乐部生涯

### 巴伊亚
2013年7月7日，塔利斯卡在对阵科林蒂安的比赛中上演了职业生涯首秀，并在接下来一场对阵圣保罗的比赛中攻入职业生涯首球。

### 本菲卡
2014年7月5日，在他的处子赛季之后， 塔利斯卡以475万欧元身价加盟葡萄牙冠军球队本菲卡。2014年7月18日，塔利斯卡在里斯本荣誉杯对阵埃斯托里尔的处子战中即攻入自己代表本菲卡的首球。 9月12日，在客场对阵维多利亚的比赛中，塔利斯卡上演帽子戏法。 9月27日，塔利斯卡又在对阵埃斯托里尔的比赛中连入两球，以五球的成绩登顶葡超射手榜。 10月5日，塔利斯卡攻入在葡超的第6球，继续领跑射手榜。 10月31日，在主场1–0击败里奥艾维的比赛中，塔利斯卡攻入在葡超的第8球，同时也连续四场进球，保持射手榜榜首位置。
2014年11月4日，在欧洲冠军联赛小组赛对阵摩纳哥的比赛中，塔利斯卡在第82分钟攻入绝杀一球，这是他的欧冠首球。赛后，塔利斯卡形容这个进球为生命中最棒的感觉。 2016年1月26日, 在葡萄牙联赛杯6–1大胜莫雷伦斯的比赛中，塔利斯卡上演帽子戏法。
2016年3月9日，塔利斯卡在欧洲冠军联赛16强赛2–1击败圣彼得堡泽尼特的第二回合比赛中攻入致胜一球，并将总比分锁定为3–1。 5月8日, 在2–0击败马里迪莫的联赛中，塔利斯卡凭借一脚直接任意球破门帮助球队锁定胜局。

#### 租借
2016年8月24日，塔利斯卡以一份1+1年的租借合同加盟贝西克塔斯，第一年的租借费为200万欧元。 塔利斯卡签下一份第一赛季价值150万欧元的合同，外加奖金。 9月13日，在客场对阵老东家本菲卡的欧冠小组赛比赛中，塔利斯卡在补时阶段攻入一记直接任意球，帮助球队1–1带走一分。
2018年6月8日，塔利斯卡被租借至中国足球超级联赛球队广州恒大淘宝，租借为期半年。 7月18日，在主场对阵贵州恒丰的联赛中，塔利斯卡首秀即上演帽子戏法，助球队4–0大胜。

### 广州恒大
2018年10月26日，在葡超本菲卡俱乐部向葡萄牙证监会提交的公告中，本菲卡官方宣布，广州恒大俱乐部将以1920万欧元的价格激活塔利斯卡的买断条款。
本菲卡确认买断费为1920万欧元，加上580万欧元的租借费，恒大签下塔利斯卡一共花费了2500万欧元。

## 国家队生涯
2014年11月11日，塔利斯卡获邓加征召进入巴西对阵土耳其和奥地利的友谊赛名单。

## 荣誉

### 俱乐部
巴伊亚
- 巴伊亚州联赛（英语：Campeonato Baiano）冠軍: 2014

本菲卡
- 葡萄牙足球超级联赛冠軍：2014–15，2015–16
- 葡萄牙联赛杯冠軍：2014–15，2015–16
- 葡萄牙超级杯冠軍：2014

贝西克塔斯
- 土耳其足球超级联赛冠軍：2016–17

广州恒大
- 中国足球超级联赛冠军：2019

艾納斯
- 阿拉伯球會冠軍盃冠軍：2023[24]

### 国家队
巴西 U20
- 土倫盃國際足球錦標賽：2013

### 个人
- 葡萄牙联赛月最佳球员（英语：SJPF Player of the Month）：2014年8月，2014年9月[25]
- 葡萄牙联赛杯最佳射手：2015–16 （并列）[26]